# دانشگاه شرقی (بنگلادش)
دانشگاه شرقی بنگلادش (بنگالی: ইস্টার্ন ইউনিভার্সিটি) یک دانشگاه خصوصی است. دانشگاه شرقی در سال ۲۰۰۳ تحت قانون دانشگاه خصوصی تأسیس شد. این دانشگاه توسط بنیاد دانشگاه شرقی به عنوان یک سازمان غیرانتفاعی، غیر سیاسی و بشردوستانه راه اندازی شد. بنیانگذاران آن شامل دانشگاهیان، حسابداران رسمی، مهندسان، صنعتگران و کارمندان بازنشسته دولتی هستند. این بنیاد ۳۰ عضو دارد. اداره دانشگاه شرق طبق قانون دانشگاه‌های خصوصی در سال ۲۰۱۰ توسط چندین نهاد انجام می‌شود: هیئت امناء، سندیکا، شورای علمی، کمیته برنامه درسی، کمیته مالی، کمیته انتخاب معلم و کمیته انضباطی.
پردیس دانشگاه در جاده ۶، بلوک B، شهر نمونه آشولیا، سوار، داکا-۱۳۴۵ واقع شده است.

## روسا
- پروفسور دکتر شهید اختر حسین (حال)[۱]